# Rytas Kupčinskas

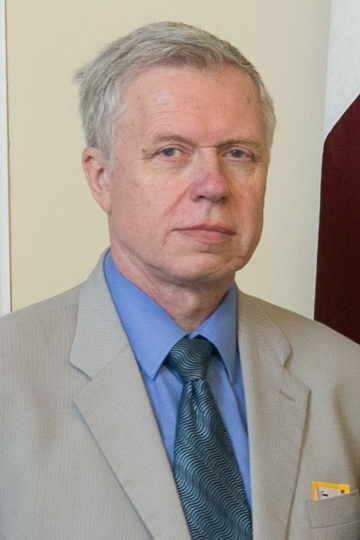
Rytas Kupčinskas

Rytas Kupčinskas (* 8. Februar 1949 in Kaunas) ist ein litauischer konservativer Politiker, Mitglied des Seimas.

## Leben
Nach dem Abitur 1966 an der 1. Mittelschule Kaunas absolvierte er von 1966 bis 1972 das Studium am Kauno politechnikos institutas und wurde Ingenieur. Von 1972 bis 1992 arbeitete er am Institut für Industriebau Kaunas. Von 1990 bis 1995 war er  Deputat im Rat der Stadtgemeinde Kaunas, von 1996 bis 2000 und von 2004 bis 2008 Mitglied im Seimas.

## Familie
Sein Vater Juozas Kupčinskas (1906–1971) war Arzt, Professor. 
Sein Sohn  Andrius Kupčinskas (* 1975) ist Politiker, ehemaliger Bürgermeister von Kaunas.